# Hallsville (Teksas)
Hallsville je grad u američkoj saveznoj državi Teksas. Prema popisu stanovništva iz 2010. u njemu je živjelo 3.577 stanovnika.